# Keznār
Keznār (persiska: كَزنا, كِزنا, كَزنار, كزنار) är en ort i Iran.   Den ligger i provinsen Lorestan, i den centrala delen av landet, 300 km sydväst om huvudstaden Teheran. Keznār ligger 2 076 meter över havet och antalet invånare är 371.
Terrängen runt Keznār är kuperad åt nordväst, men åt sydost är den platt.Runt Keznār är det ganska glesbefolkat, med 29 invånare per kvadratkilometer. Närmaste större samhälle är Alīgūdarz, 4,8 km väster om Keznār. Trakten runt Keznār består i huvudsak av gräsmarker.